# عباد بن محمد بن حيان
عباد بن محمد بن حيان البلخي والي مصر؛ في عهد الخليفة العباسي عبد الله المأمون، وكان أحد الدعاة بمصر لخلع أبي عبد الله محمد الأمين وبيعة المأمون.

## سيرته
هو عباد بن محمد بن حيان مولى كندة، كان وكيلًا لهرثمة بن أعين على ضياعه بمصر. بعد أن اندلعت الحرب بين الأمين وشقيقه المأمون، بعث هَرْثَمة بْن أَعْين إلى عبَّاد بْن محمد بْن حَيَّان يدعوه فيه لأخذ البيعة للمأمون وخلع الأمين، فأظهر عَبَّاد كتاب هَرْثَمة، وأحضر الجُند إلى المسجِد الجامع، وقرأه عليهم ودعاهم إلى خلع محمد الأمين، فأجابه كثير من الناس، فأعطاهم عَبَّاد أموالًا وبايعوا للمأمون، وكان خلع محمد الأمين بمصر 22 جمادى الآخرة سنة 196 هـ. وبُويع عبَّاد بْن محمد بْن حَيَّان للمأمون بيعةً عامَّةً في 8 رجب سنة 196 هـ، ووثب الجُند على والي الأمين جابر بن الأشعث فأخرجوه، فجعل عَلَى شُرَطه هُبَيرة بْن هاشم بْن حُدَيج. لكنه سرعان ما وجد نفسه في مواجهة معارضة جدية من قبائل قيس عيلان في الحوف الشرقي، التي حث الأمين زعيمها ربيعة بن قيس بن زبير الجرشي على حمل السلاح نيابة عنه، وعلى مدار فترة حكمه. بعد الأشهر التالية تكبدت قواته عدة خسائر واضطرت للدفاع عن الفسطاط من الهجمات المتكررة. استمر القتال حتى علم الطرفان بوفاة الأمين في سبتمبر 813م، وبعد ذلك بوقت قصير عُزل عباد وخلفه المطلب بن عبد الله الخزاعي.
بعد عزله، بقي عباد في مصر، واستمر نشاطه بين الحين والآخر على الساحة السياسية في السنوات التالية.